# País dels Lluís
El País dels Lluís, (en occità: País deus Luis) és un parçan o comarca d'Occitània situada a la Gascunya. Les seves vil·la principal és Sauvanhon.
Segons la proposta de divisió territorial d'Occitània del diari Jornalet, basada en l'obra de Frederic Zégierman Le Guide des pays de France, el País dels Lluís estaria ubicat a la regió de la Gascunya, subregió del Bearn.
Oficialment, les comunes del País dels Lluís estan adscrites administrativament i situades al nord-est del departament francès dels Pirineus Atlàntics, a la regió administrativa de Nova Aquitània.